# George Thynne, 2. Baron Carteret

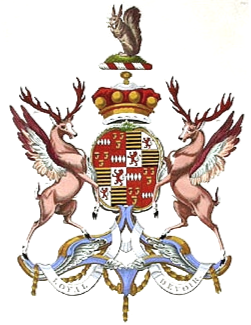
Wappen der Barone Carteret

George Thynne, 2. Baron Carteret PC (* 23. Januar 1770; † 19. Februar 1838 im Dalkeith Palace, Edinburgh) war ein britischer Adliger und Politiker.

## Herkunft
George Thynne entstammte der britischen Adelsfamilie Thynne. Er war der zweite Sohn von Thomas Thynne, 3. Viscount Weymouth und von Lady Elisabeth Bentinck, einer Tochter von William Bentinck, 2. Duke of Portland. Er studierte ab 1789 am St John’s College in Cambridge, wo er 1791 seinen Abschluss als Master machte.

## Politische Karriere
Durch den Einfluss seines Vaters wurde er im Dezember 1790, noch minderjährig, als Abgeordneter für Weobley in Hertfordshire gewählt, nachdem sein älterer Bruder Thomas auf das Mandat verzichtet hatte und Abgeordneter für Bath geworden war. Er blieb 22 Jahre lang Abgeordneter für das Borough und wurde sieben Mal wiedergewählt, ohne politisch groß aufzufallen. Von 1794 bis 1799 diente er als Offizier der Yeomanry von Wiltshire, von 1803 bis 1808 als Offizier, zuletzt als Oberstleutnant, eines Milizregiments. Durch den Einfluss seines Vaters und seines Onkels, des 3. Duke of Portland, wurde er 1801  unter der Regierung von Henry Addington einer der Lords of the Treasury. Nach dem Sturz Addingtons 1804 ernannte ihn der König 1804 zum Comptroller of the Household, wodurch er jährliche Einkünfte in Höhe von £ 1.200 bekam. Dazu wurde er am 14. Mai 1804 Mitglied des Privy Council. Auch in diesen Ämtern blieb er unauffällig und diente im House of Commons in der Regel nur als Überbringer von Nachrichten des Königs. Im Mai 1805 wurde er Mitglied des Board of Trade. Ansonsten unterstützte er die Toryregierungen von Pitt, seinem Onkel Portland und Perceval und war ein entschiedener Gegner der Katholikenemanzipation und einer Reform der Wahlkreise. Als der Prinzregent Lord Liverpool zum Premierminister ernannte, verlor Thynne im Juli 1812 sein Amt als Comptroller of the Household und kandidierte auch nicht mehr für ein Abgeordnetenmandat.  

## Erbe des Titels Baron Carteret
Nach dem Tod seines Onkels Henry Carteret, 1. Baron Carteret erbte er am 17. Juni 1826 dessen Besitzungen in Bedfordshire, Cornwall und Somerset, und aufgrund einer bei der Schaffung des Titels 1784 erlassenen Regel auch den Titel Baron Carteret, wodurch er Mitglied des House of Lords wurde. Er hatte am 9. Mai 1797 in London Harriet Courtenay, eine Tochter von William Courtenay, 2. Viscount Courtenay von Powderham Castle und von Frances Clack geheiratet. Da die Ehe kinderlos geblieben war, wurde sein jüngerer Bruder John Thynne sein Erbe.